# علم أديغيا
علم أديغيا في روسيا الإتحادية، هو حقل أخضر مع اثنا عشر نجمة ذهبية، تسعة منهم يشكلون قوساً، والثلاث الأخريات موضوعات بشكل أفقي. و في الوسط ثلاث أسهم متقاطعة.
اللون الأخضر للعلم يرمز إلى لون ربيع أرض الوطن، الإثنا عشر نجمة تمثل قبائل الأديغة مع التشديد على أنها متماثلة تماماً كرمز للمساواة في الوحدة، و الأسهم الثلاث ترمز إلى أنهم شعب مسالم لا يؤمن بالعنف إلا للدفاع عن نفسه وأرضه.
النموذج الأصلي للعلم رسم عام 1830 على يد الأمير الشركسي صفر بي زانوقه (Sefer Bey Zanuko). تم استخدام التصميم من قبل الأديغيون في القرن 19 عندما حاربوا الإمبراطورية الروسية. وتم تبني العلم الحالي بعد انهيار الاتحاد السوفييتي في 23 مارس 1992.

## الأعلام التاريخية

### تطور العلم الحالي
| العلم                     | السنوات                      | الدولة                   | ملاحظات |
| ------------------------- | ---------------------------- | ------------------------ | --- |
|                           | 1600–1810                    | قبارديا                  | يمثل الهلال الأبيض الإسلام. والنجوم الثلاثة الخلود. والأسهم القوة القتالية والدفاع عن النفس. |
| ملف:Kabardian Banner.svg  | 1700?–1805                   | قبارديا                  | استُخدمت علم موحد لشرق شركيسيا. |
|                           | 1805–1822                    | قبارديا                  | أزيل الجزء الأصفر والأبيض. |
|                           | 1807–13 يونيو 1860           | شركيسيا                  | أول علم معروف لشركيسيا، رفعه العديد من القادة الشركس. هناك ثمانية نجوم، تمثل المناطق الثمانية التي تدعم الوحدة. تشير الأسهم الثلاثة إلى خابزة والتي تعني السلام إذا كنت صديقي، الحرب إذا كنت عدوي. استبدال اللون الذهبي باللون الأسود، للإشارة إلى مقاومة الإمبراطورية الروسية. يُزعم أن هناك نسخًا بديلة تحمل رموزًا وسيوفًا إسلامية. |
| ملف:Flag of Circassia.svg | 13 يونيو 1860 – 21 مايو 1864 | برلمان الاستقلال         | علم شركيسيا في زمن الحرب الذي تبناه المجلس الشركسي عام 1860. يمثل اللون الأخضر الطبيعة والإسلام. وتمثل النجوم الاثنا عشر، تمثل قبائل الأديغيا الاثنا عشرة. |
|                           | 24 مارس 1992 – 7 يونيو 2007  | مجلس دولة جمهورية أديغيا | أول علم لجمهورية أديغيا. اعتمد التصميم على علم شركيسيا، لكن الألوان والقياسات كانت مختلفة بشكل كبير. أزيل اللون الأسود الذي كان يمثل محاربة الغزو الروسي واستبدال باللون الذهبي. |
|                           | 7 يونيو 2007–الآن            | مجلس دولة جمهورية أديغيا | العلم الحالي لجمهورية أديغيا ذاتية الحكم. النسبة أقرب إلى العلم الشركسي الأصلي. |

### أعلام أخرى يستخدمها الشركس
| العلم                           | السنوات                      | الدولة                       | ملاحظات |
| ------------------------------- | ---------------------------- | ---------------------------- | --- |
|                                 | 1382–22 يناير 1517           | المماليك البرجية             | علم المماليك الشركس.                                                                                         |
|                                 | ?-القرن السادس عشر           | زيشيا                        | كما هو موضح في "Eastern Mediterranean and Black Sea. HM 35. JOÃO FREIRE, PORTOLAN ATLAS. البرتغال (?), 1546" |
| ملف:Circassian Islamic Flag.png | 1850s                        | حكومة محمد أمين              | |
|                                 | 1848–December 1859           | حكومة محمد أمين              | |
|                                 | ?–21 مايو 1864               | إمارة بجدوغ                  | |
|                                 | ?–21 مايو 1864               | جمهورية الشابسوغ             | |
| ملف:Banner of Natukhai.svg      | ?–21 مايو 1864               | جمهورية ناتخواج              | وهو علم فرنسا مع إضافة اسم محمد عليه الذي النبي محمد.                                                        |
|                                 | 6 مارس 1917 – 30 نوفمبر 1922 | جمهورية شمال القوقاز الجبلية | تمثل النجوم السبعة شعب القوقاز وتمثل الخطوط الانسجام.                                                        |

## الألوان
| الألوان               | الأخضر     | الأصفر    |
| --------------------- | ---------- | --------- |
| رال                   | 6002       | 1026      |
| سيان ماجنتا أصفر أسود | 61-0-82-39 | 0-0-99-1  |
| ألوان الويب           | #296912    | #FDFC02   |
| أحمر أخضر أزرق        | 41-105-18  | 253-252-2 |